# Oxinasphaera parodia
Oxinasphaera parodia är en kräftdjursart som beskrevs av Bruce1997. Oxinasphaera parodia ingår i släktet Oxinasphaera och familjen klotkräftor. Inga underarter finns listade i Catalogue of Life.